# شیخلر، باکو
شیخلر (به ترکی آذربایجانی: Şıxlar) یک منطقه مسکونی است در جمهوری آذربایجان است که در حومه باکو و شهر الت و شهرستان قره‌داغ واقع شده‌است.